# Irisbus Agora
El Irisbus Agora (anteriormente conocido como Renault Agora, Karosa City Bus o Ikarus Agora) fue un autobús de piso bajo diseñado y construido por Renault entre 1995 y 2002, fecha en la que ha sido construido por Irisbus, en primer lugar, Irisbus es una empresa conjunta con Fiat bajo la subsidiaria industrial italiana Iveco desde 1999, recibiendo con motores Iveco. También ha sido construido por Karosa, con sede en la República Checa, bajo el nombre de Citybus como autobús diésel (Al igual que en España), Skoda como trolebús en Europa del Este y mercados como el Škoda 24Tr Irisbus y Škoda 25Tr Irisbus, y por Astra Bus con sede en Rumanía.
El Agora se presentó en 1995 en el Congreso de la UITP en París y se lanzó al mercado al año siguiente. Cuando la división de autobuses de Renault V.I. se fusionó con Iveco en 1999, el Agora recibió el motor Cursor 8 que impulsaba el CityClass contemporáneo, para afrontar la reciente apertura del mercado francés a fabricantes extranjeros.
El 8 de febrero de 2006, se entregó el último Irisbus Agora al RATP, siendo reemplazado en producción por el Irisbus Citelis.

## Historia
Desde principios de la década de 1990, las ventas del R312, lanzado en 1987, se vieron afectadas por la creciente competencia de los autobuses de piso bajo. Renault presentó su primer chasis de autobús de piso bajo en 1994. Ese mismo año, Heuliez Bus lanzó su modelo GX 317, construido sobre la nueva plataforma Renault.
En 1995, Renault lanzó el Agora estándar, cuyas primeras entregas en Francia se realizaron en 1996. Al mismo tiempo, Renault comercializó vehículos con carrocería Heuliez bajo su propia marca para mantener las ventas, y las redes españolas recibieron sus primeros vehículos basados en Agoras de carrocería local.
En mayo de 1995, se presentó el sucesor del autobús urbano de piso medio Renault R312. producido desde 1987. La producción del nuevo modelo, llamado Renault Agora, se realizó en la fábrica de autobuses más grande del Grupo Renault en ese momento, ubicada en Annonay, Francia. En 1996, comenzó el ensamblaje de este modelo en la empresa checa Karosa, de la cual Renault había sido accionista desde 1993. En la República Checa, estos vehículos se ensamblaban utilizando carrocerías completas importadas de Francia y se vendían solo en los mercados checo y eslovaco bajo el nombre de Karosa Citybus 12M. Basado en el diseño del Agora, se desarrolló un modelo de trolebús, producido por la empresa checa Škoda y la empresa rumana Astra En 2001, este modelo se sometió a una pequeña modernización, que redujo la altura del piso en la última puerta de 565 mm a 320 mm. Ese mismo año, comenzaron las ventas de estos autobuses bajo la marca Irisbus, como Irisbus Agora e Irisbus Citybus 12M, para vehículos ensamblados en la República Checa. El 22 de abril de 2004, Irisbus ganó una licitación por valor de casi 100 millones de euros para suministrar 404 vehículos a la empresa OASA, con sede en Atenas, de los cuales 283 eran versiones diésel y 121 versiones de GNC. La producción finalizó en 2005 tras la producción de 11.066 autobuses (incluido su modelo hermano, el Heuliez), de los cuales aproximadamente 500 fueron ensamblados por Karosa. El último autobús se entregó a la RATP el 8 de febrero de 2006. El modelo fue reemplazado por el Irisbus Citelis.
El vehículo estaba equipado, entre otros, con motores Renault MIDR 06.20.45 con una potencia máxima de 186 kW (253 CV). Desde 2001, se han utilizado motores Iveco, incluyendo el IVECO Cursor F2BE0682D con una potencia máxima de 180 kW (245 CV), el IVECO Cursor F2BE0682C con una potencia máxima de 213 kW (290 CV) y el IVECO Cursor 8 CNG con una potencia máxima de 200 kW (272 CV). Estos motores se combinaron con transmisiones automáticas ZF 4HP502 y, en los modelos con GNC, con transmisiones VOITH D 851.3. También se utilizaron ejes delanteros Irisbus E70XH y ejes traseros ZF AV 132.80.
El Agora articulado se lanzó en 1997. Dado que el R312 nunca estuvo disponible como autobús articulado, este no tuvo un predecesor directo en la gama Renault y, de hecho, sustituyó al PR 118 en el catálogo.
En 2002, Irisbus colocó el delfín en la parrilla del Agora para sustituir el logotipo en forma de diamante de Renault. La producción del Agora finalizó en diciembre de 2005, con un total de 11.066 unidades. El último Agora se entregó a la RATP el 8 de febrero de 2006

### Irisbus Agora CNG
La versión Agora CNG incorporó el nuevo motor Cursor 8 CNG con una cilindrada de 7,8 litros, que cumple con las normas Euro 5 y EEV (Vehículo Ecológico Mejorado). Estaba disponible en dos niveles de potencia: 210 o 272 CV. El motor utilizaba tecnología estequiométrica, lo que garantizaba las emisiones más bajas posibles y era muy sensible a los cambios en la calidad del gas. Contaba con inyección secuencial multipunto por fases y control electrónico desarrollado por el Centro Ricerche Fiat. La compatibilidad total con el motor diésel Cursor 8 simplificaba el mantenimiento.
La seguridad del vehículo estaba garantizada por ocho depósitos compuestos, cada uno con una capacidad de 155 litros. Los soportes de los depósitos eran resistentes a impactos de hasta 6,5 G, las líneas de gas rígidas soportaban presiones de hasta 1000 bares y un sensor de colisión aseguraba la parada del motor en caso de accidente.
Irisbus desarrolló un filtro de partículas con regeneración activa. El control electrónico de la temperatura del filtro garantizaba un funcionamiento y unos niveles de emisiones óptimos, independientemente de las condiciones de funcionamiento del vehículo. Esto también protegía el filtro de obstrucciones y daños.

## Generaciones

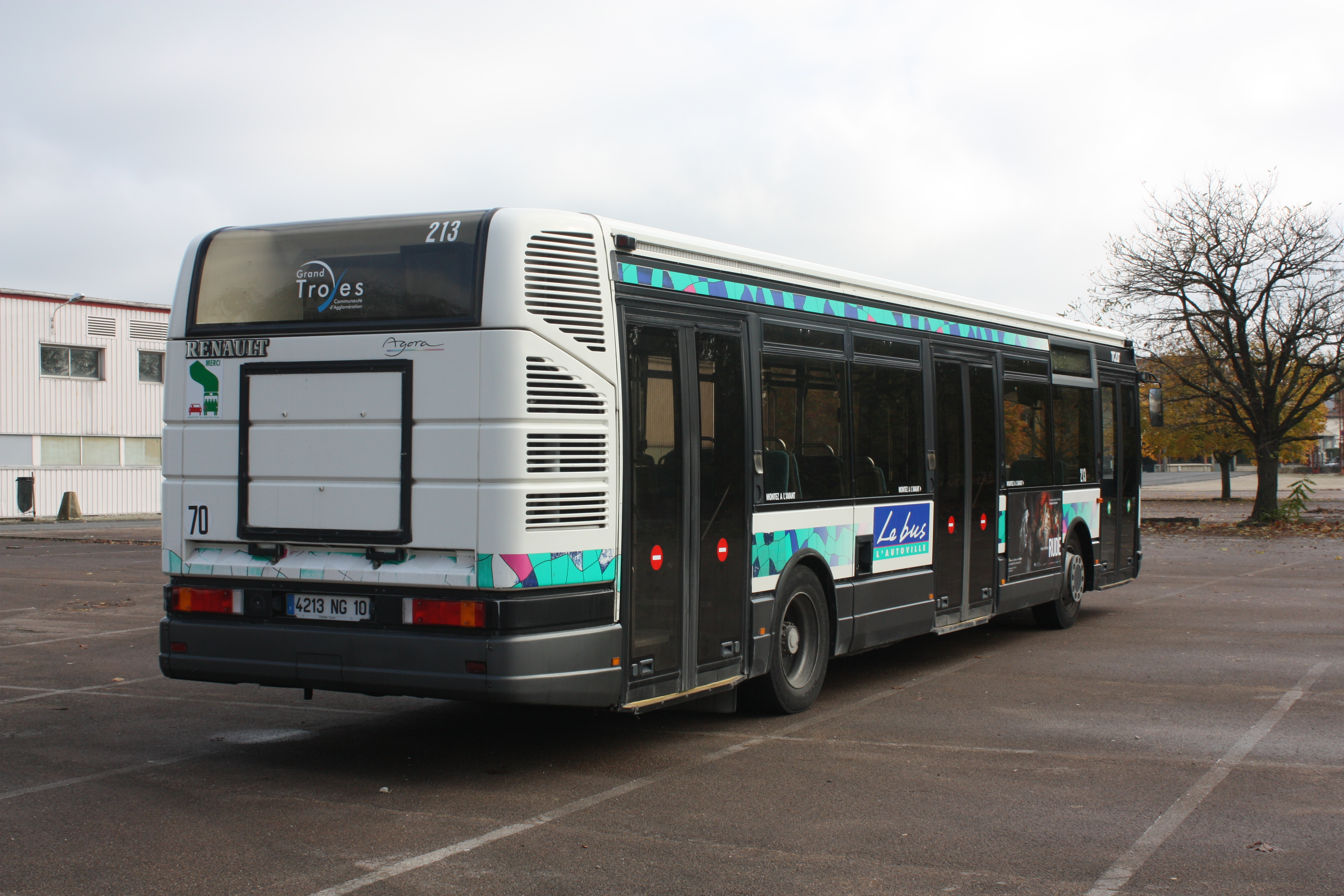
Vista trasera de un Renault Agora S (Euro 1)

El Agora se produjo con 3 generaciones de motores, cada uno con sus propias características:
- Euro 1 : construido en 1995, con motor Renault MIDR 06.20.45 F/L;
- Euro 2 : construido entre 1996 y 2002, con motor Renault MIDR 06.20.45 F/L;
- Euro 3: fabricado entre 2001 y 2005, con motor Iveco Cursor 8 F2B tras la adquisición de la división Autobuses/Autobuses de Renault V.I. por Iveco. Las salidas de aire tienen un nuevo diseño (las laterales se encuentran a la izquierda del autobús). Los últimos autobuses entregados presentan un nuevo interior que anticipa la llegada del Citelis.

Se ofreció a la venta con un motor de GNC, denominado Agora S GNV o Agora L GNV, motor Renault de 1997 a 2004 y luego Iveco en 2004 y 2005. Podemos notar que el modelo de GNC tiene una joroba larga en el techo para los botes de gas.

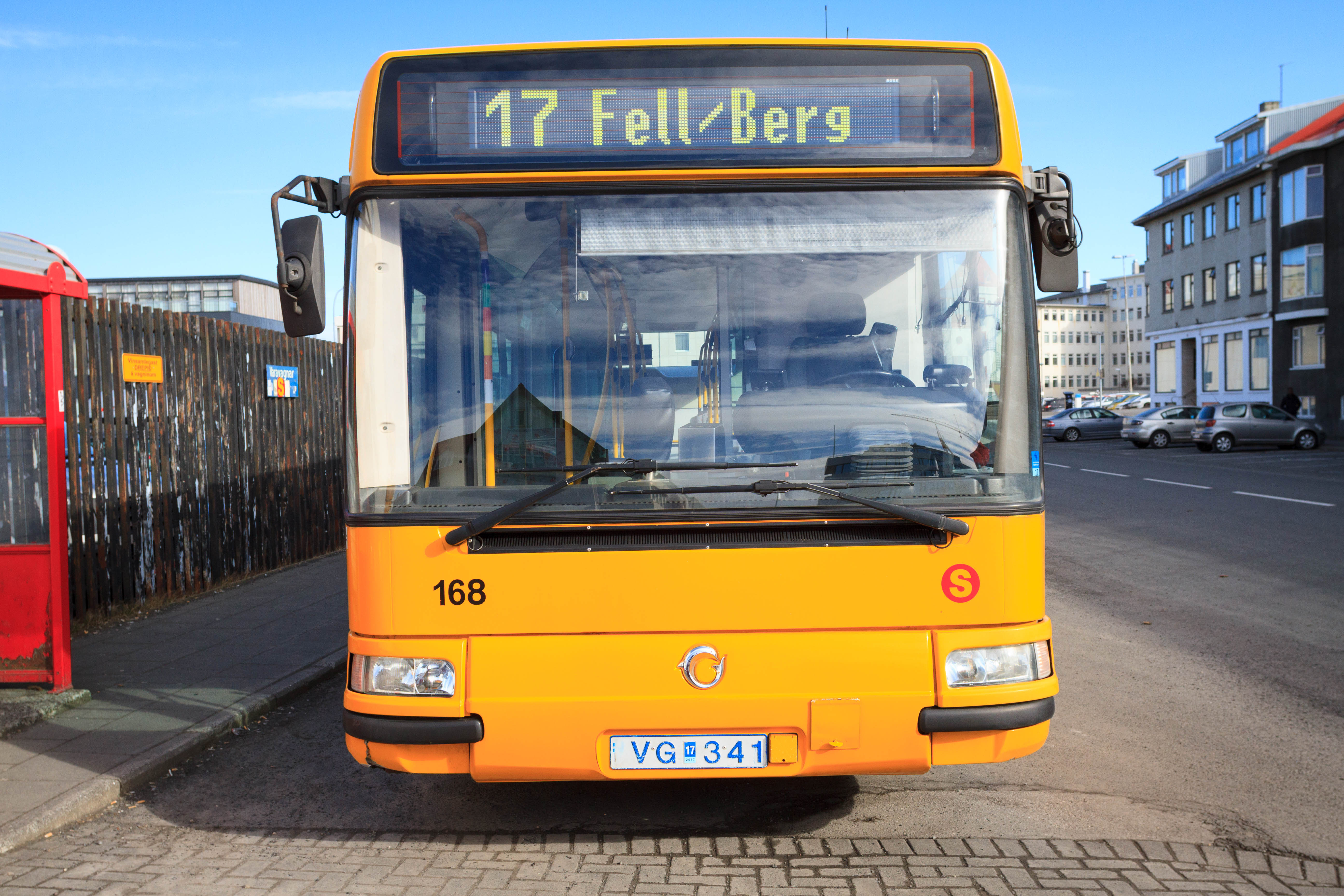
El frontal del Irisbus Agora

### Generaciones según la RATP de París
La RATP designa tres generaciones diferentes para sus Agora S y L:
- Agora V0 para la primera versión del Agora S;
- Agora V2 para vehículos Euro 2 con puerta trasera centrada;
- Agora V3 para vehículos Euro 3 con puerta trasera centrada.

## Versiones

### Agora S
El Agora Standard (o Agora S) es un autobús estándar de unos 12 metros de largo, diseñado y fabricado por Renault de 1995 a 2002, y posteriormente por Irisbus de 2002 a 2005. La versión Renault está equipada con un motor Euro 2 de 6 cilindros y 10 litros, sobrealimentado y refrigerado por aire, disponible en dos potencias: 206 CV / 152 kW y 253 CV / 186 kW. A finales de 2001, se actualizó la norma Euro 3 con un motor Iveco Cursor F2B de 245 o 290 CV. Está disponible una versión de GNC con un motor MGDR 06.20.45 (Euro 2, posteriormente Euro 3) de 1997 a 2004, y posteriormente con el Iveco Cursor 8 de 2004 a 2005. El Irisbus Citelis 12 le sustituye.

### Agora L
El Agora Long (Agora largo o Agora L) es un autobús articulado de unos 18 metros de largo, con dos puertas en el primer módulo y una o dos puertas en el segundo, lo que suma un total de 3 o 4 puertas. Apareció en 1997. El motor utilizado es el de 253 CV (186 kW) conforme a la norma Euro 2. La versión Euro 3, lanzada a finales de 2001, incorpora un motor Iveco Cursor F2B de 290 CV. Al igual que el modelo estándar, también está disponible una versión de GNC, impulsada únicamente por el Renault MGDR 06.20.45 (Euro 2, posteriormente Euro 3). El Irisbus Citelis 18 le sucedió en 2005.

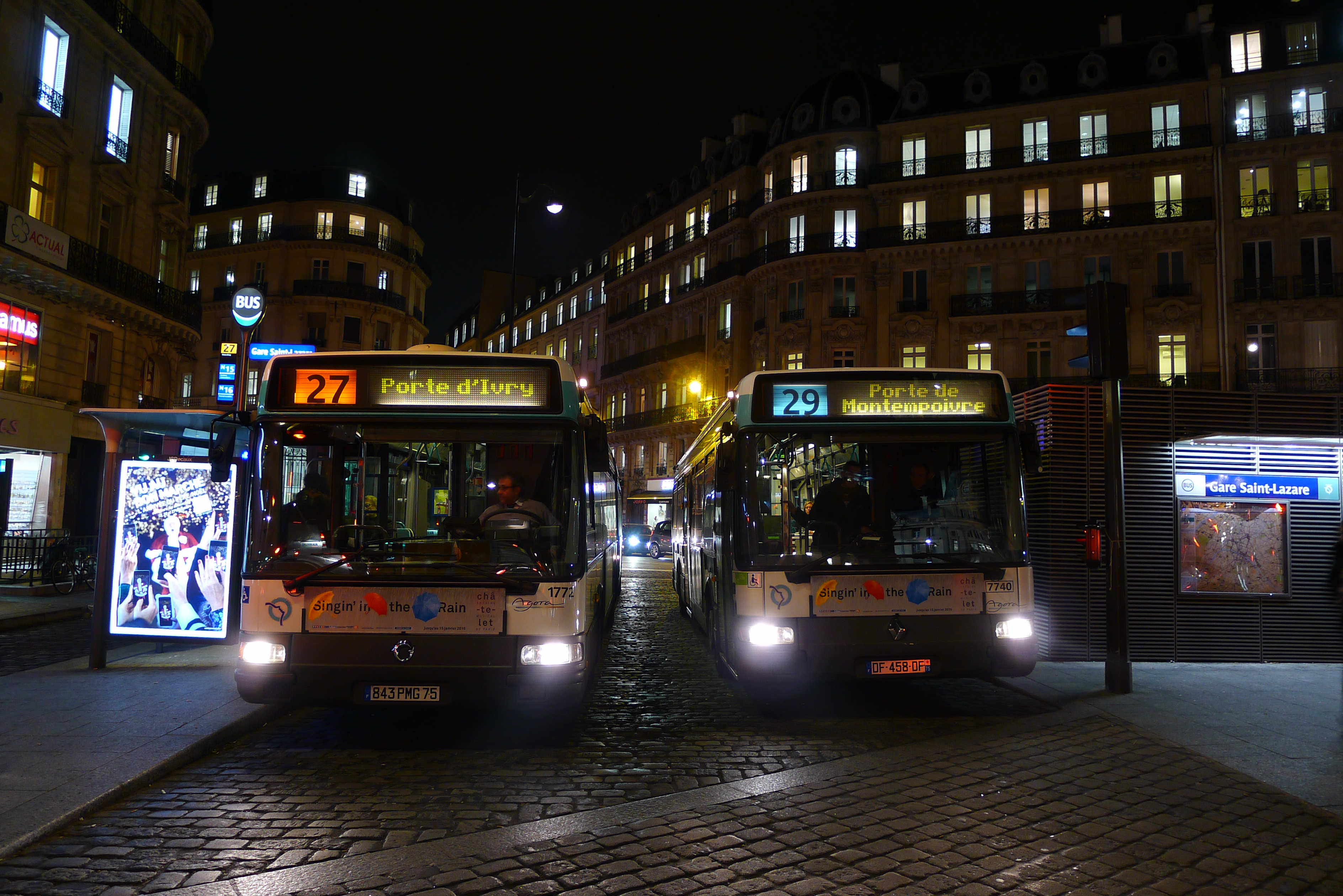
Irisbus Agora L y Renault Agora S RATP (París)
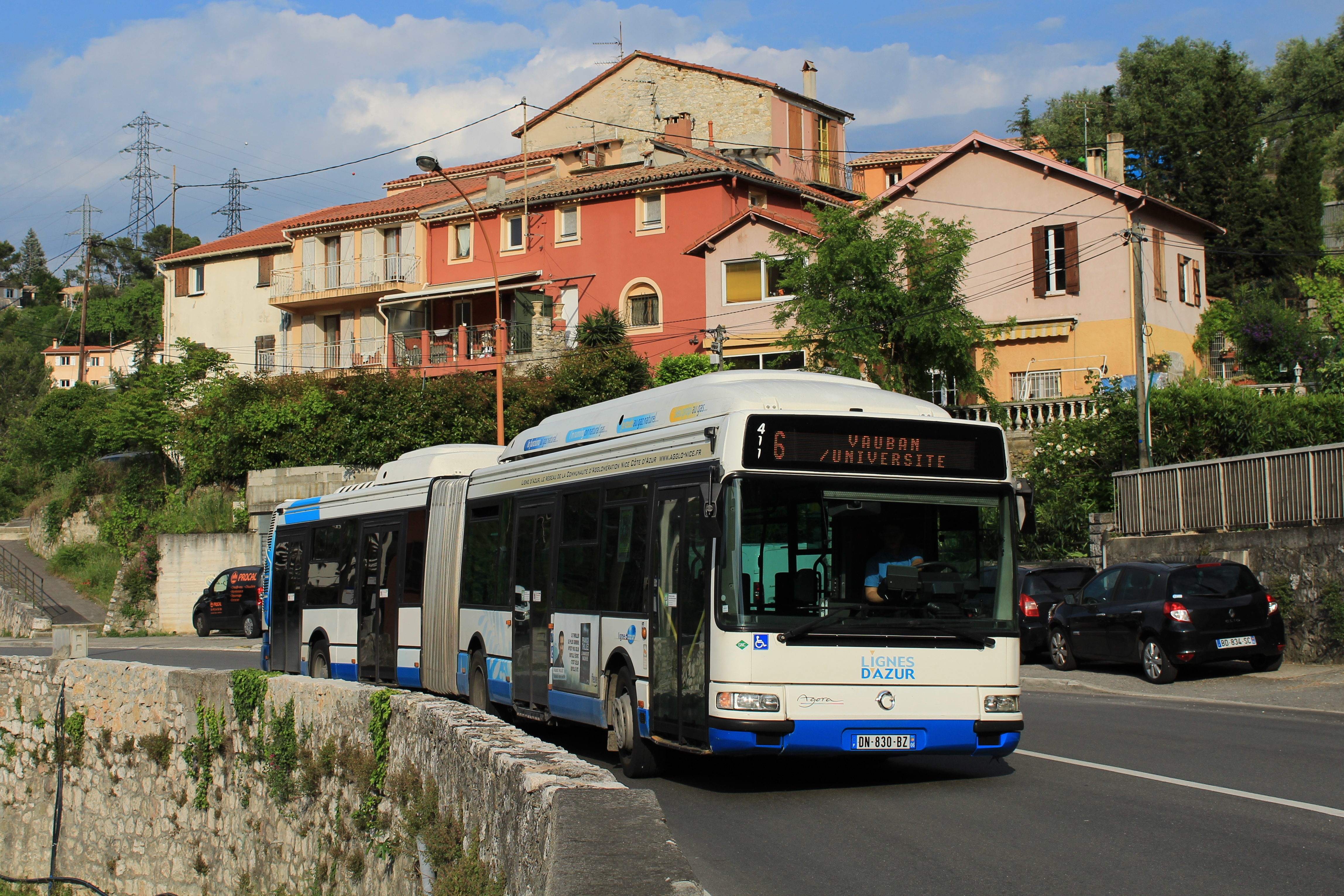
Un antiguo Agora L GNV de la red Lignes d'Azur
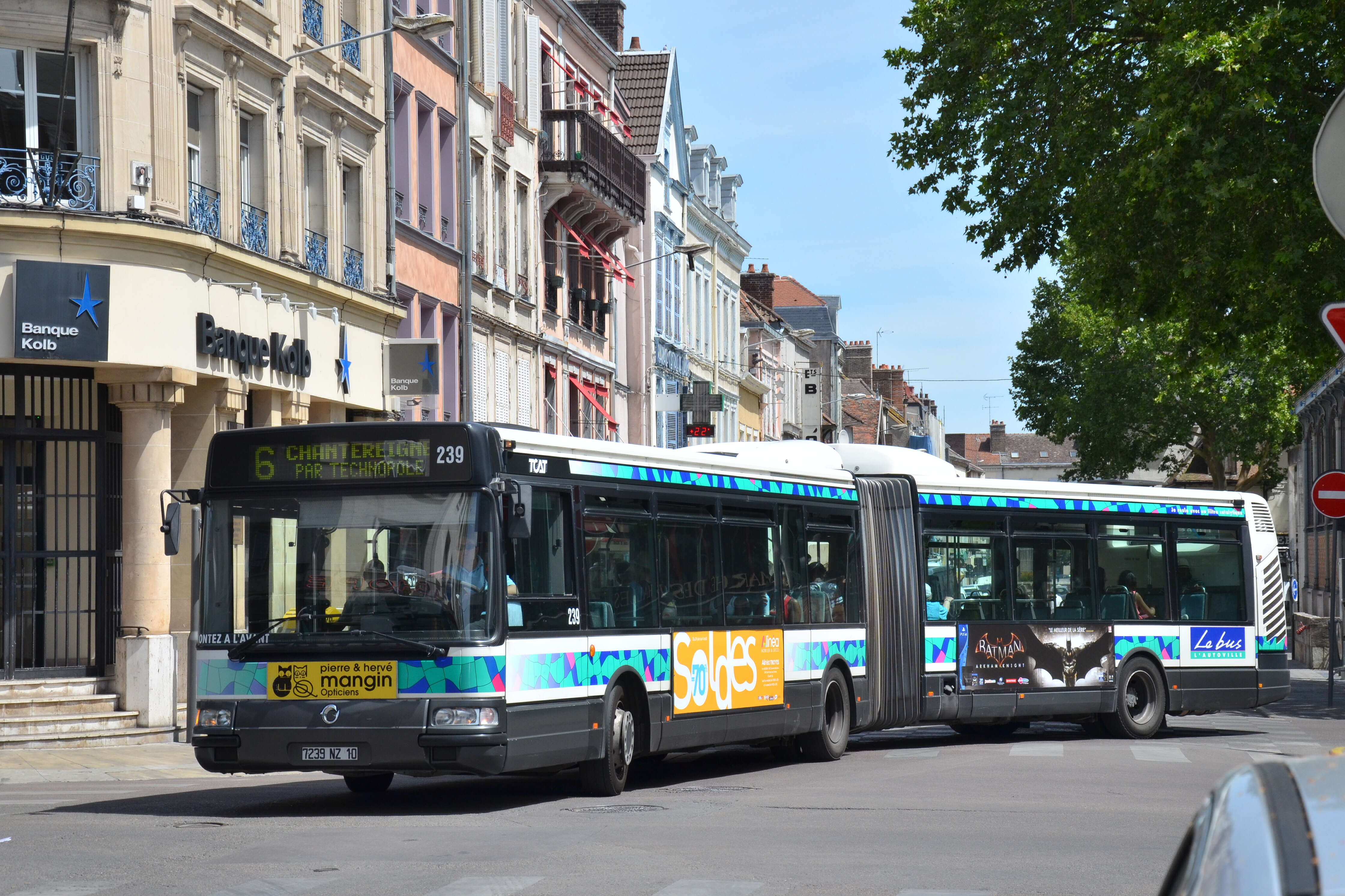
Irisbus Agora L de TCAT (Troyes)

### Agora Line
Diseñado como autobús suburbano (para ciudades en las afueras de un área metropolitana), se encargó principalmente por su economía de consumo en comparación con el Agora S. Apareció en diciembre de 1998. Se diferenciaba radicalmente de otros Agora en su parte trasera, fabricada por el carrocero Safra en Albi: su motor estaba instalado longitudinalmente, lo que representaba la principal diferencia con respecto al Agora S. Este motor era un Renault MI7R, y posteriormente un Iveco Cursor 8 F2B de 2002.

Fué reemplazado por el Irisbus Citelis Line.

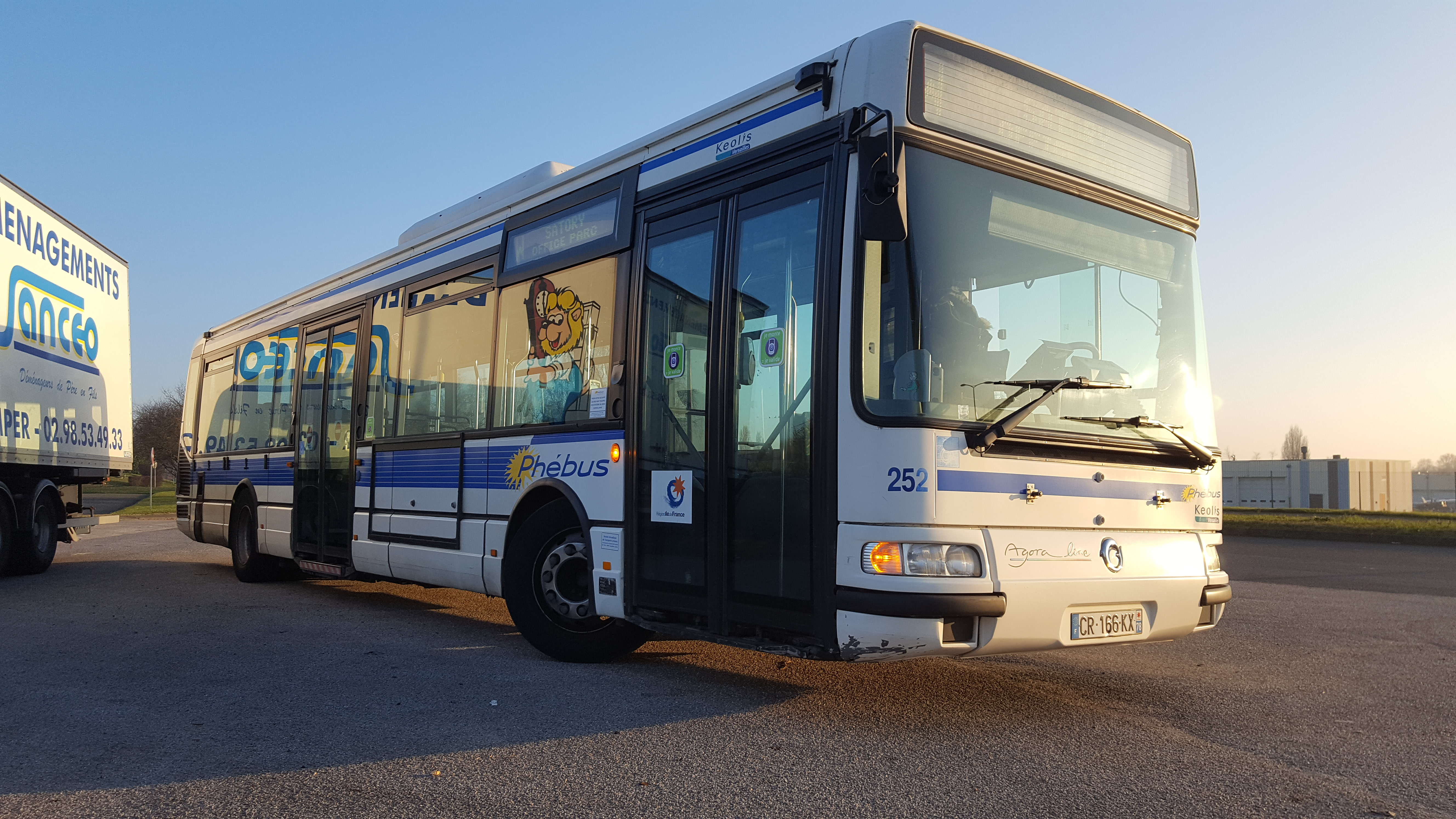
Un Irisbus Agora Line
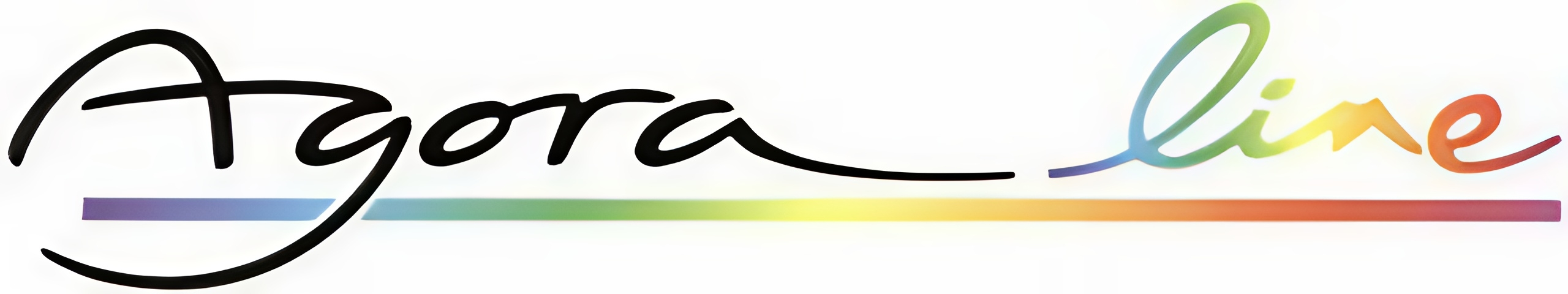
Logotipo del Irisbus/Renault Agora Line

### Agora Moovy
El Irisbus Agora Moovy, predecesor de los autocares de piso bajo de la misma marca, se fabrica sobre el mismo chasis. Esta versión cuenta con puertas específicas y una distribución interior diferente, con portaequipajes, cortinas y asientos con cinturones de seguridad.
|                               |
| Irisbus Moovy (vista lateral) |

|               |
| Irisbus Moovy |

### Agora Trolebús

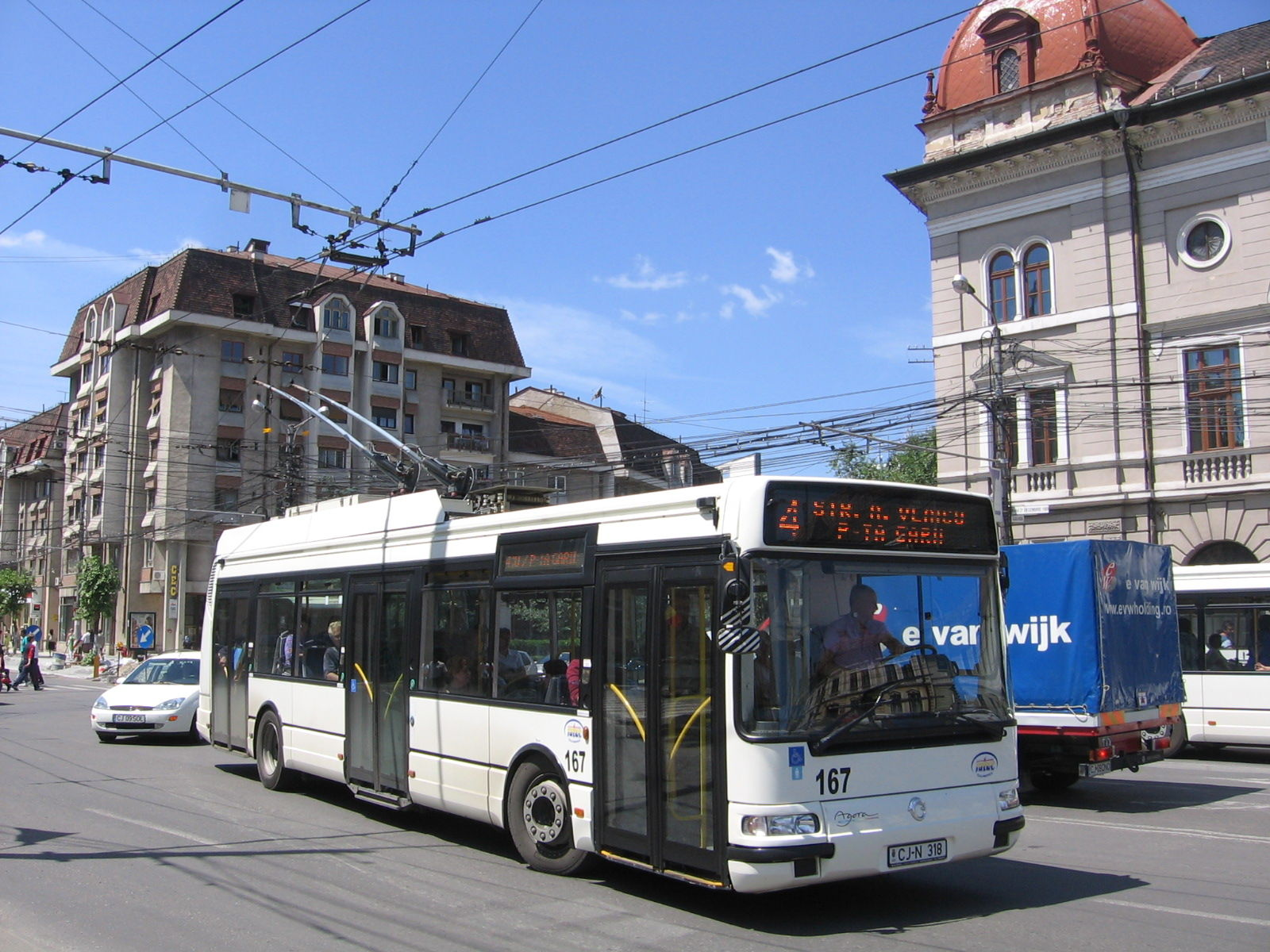
Irisbus Agora S Trolley en la red RATUC de Cluj-Napoca

La versión del trolebús Agora se fabricó bajo la marca Irisbus, pero también bajo la marca Škoda, que produjo los Agora de 24 y 25 Tr. Bajo la marca Irisbus, se fabricó en versiones de 12 y 18 metros.
Se fabricó exclusivamente para la ciudad de Cluj-Napoca, Rumanía, con el apoyo de Skoda y Astra Bus. Hay 26 trolebuses Agora S y 16 trolebuses Agora L de Irisbus en servicio en Cluj-Napoca.

## Características

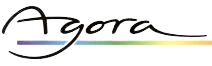
Logo del Agora.

Este vehículo tiene la distinción de ser el primer autobús urbano de piso verdaderamente bajo diseñado por Renault; no es necesario subir escalones para acceder al interior; el piso completamente bajo hasta la puerta central (a lo largo de todo el vehículo a partir de la versión Euro 3 en vehículos estándar) se encuentra a 32 cm del suelo, lo que facilita enormemente el acceso a personas con movilidad reducida. Algunos autobuses están equipados con una plataforma retráctil ubicada en la puerta central.
Esto representó un gran avance en Francia, pero con un retraso de cinco años respecto al estándar europeo desarrollado por Iveco y EvoBus. En comparación, la altura del piso del Renault SC 10 era de 62 cm y la del Berliet PH 10-100 de 87 cm, una reducción de más de 50 cm en tan solo unas décadas.

### Motorizaciones

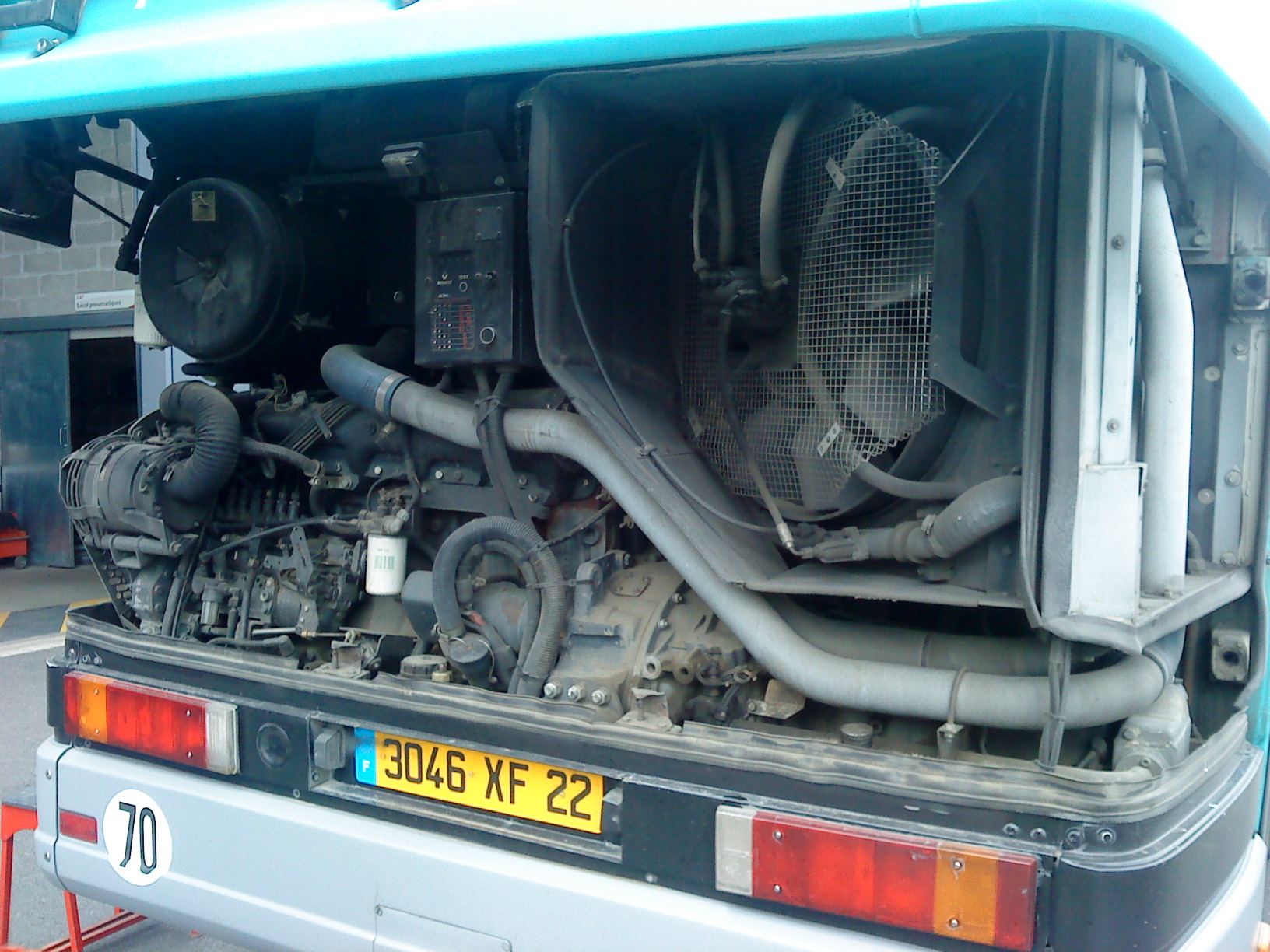
Motor Renault MIDR 06.20.45 F/L sobrealimentado (Euro 2).

El Agora contaba con un solo motor de seis cilindros cuando se lanzó en mayo de 1995. En octubre de 1996, se introdujeron dos nuevos motores. Había siete disponibles en total, incluyendo cinco diésel y uno eléctrico. Los modelos Agora S GNV y Agora L GNV están equipados con un motor de gas natural, además del motor de combustión. Ninguno de estos motores está disponible actualmente, ya que ya no se comercializan.
Motores diésel:
- El motor Renault MIDR 06.20.45 F/L de 10 litros y seis cilindros en línea turboalimentado produce ? kW (? CV). Disponible en el Agora S Euro 1.
- El motor Renault MIDR 06.20.45 F/L de 10 litros y seis cilindros en línea turboalimentado produce 152 kW (206 CV). Disponible en el Agora S Euro 2.
- El motor Renault MIDR 06.20.45 F/L de 10 litros y seis cilindros en línea turboalimentado produce 186 kW (253 CV). Disponible en los Agora S y L Euro 2.
- El motor Renault MI7R de 10 litros y seis cilindros en línea turboalimentado produce 181 kW (245 CV). Disponible en la línea Agora Euro 2:
- El Iveco Cursor 8 F2B, motor de seis cilindros en línea de 7,8 litros con inyección directa Common Rail y turbocompresor, que produce 180 kW (245 CV). Disponible en el Agora S Euro 3:
- El Iveco Cursor 8 F2B, motor de seis cilindros en línea de 7,8 litros con inyección directa Common Rail y turbocompresor, que produce 213 kW (290 CV). Disponible en los Agora S, L y Línea Euro 3:

Motores de combustible alternativo:

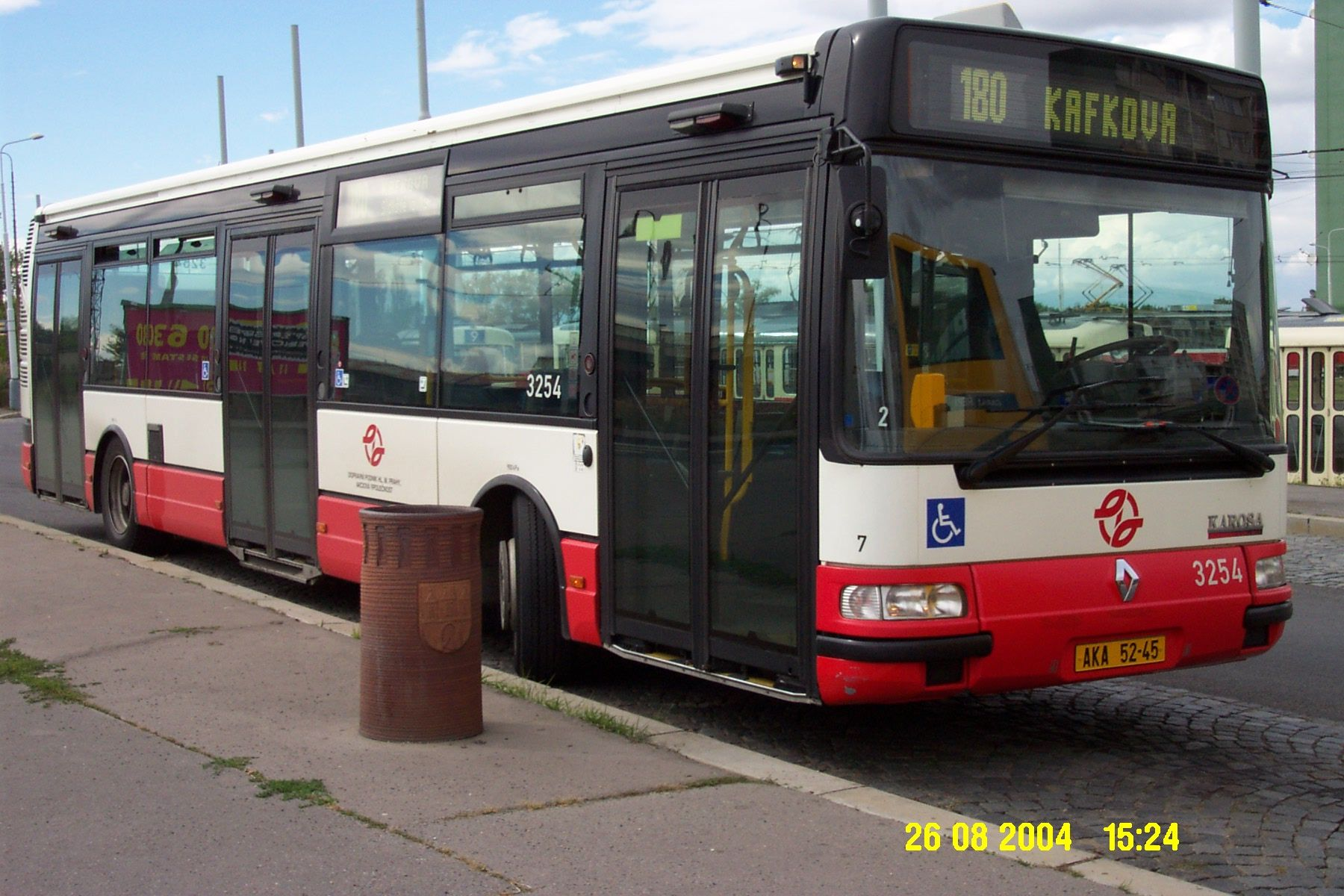
Renault Citybus 12M (Agora S) en Praga

- El Renault MGDR 06.20.45 F/L, motor de seis cilindros en línea de 10 litros con turbocompresor, que produce 186 kW (253 CV). Disponible en los Agora S GNC y L GNC Euro 2 y Euro 3.
- El Iveco Cursor 8 GNC, un motor de seis cilindros en línea turboalimentado de 7,8 litros con inyección directa Common Rail, que desarrolla 200 kW (272 CV). Disponible en el Agora S GNC Euro 3.

Motores eléctricos:
- El TSA, que desarrolla 240 kW. Disponible en todos los Agora Trolleys.

## Rango
La gama constaba de:

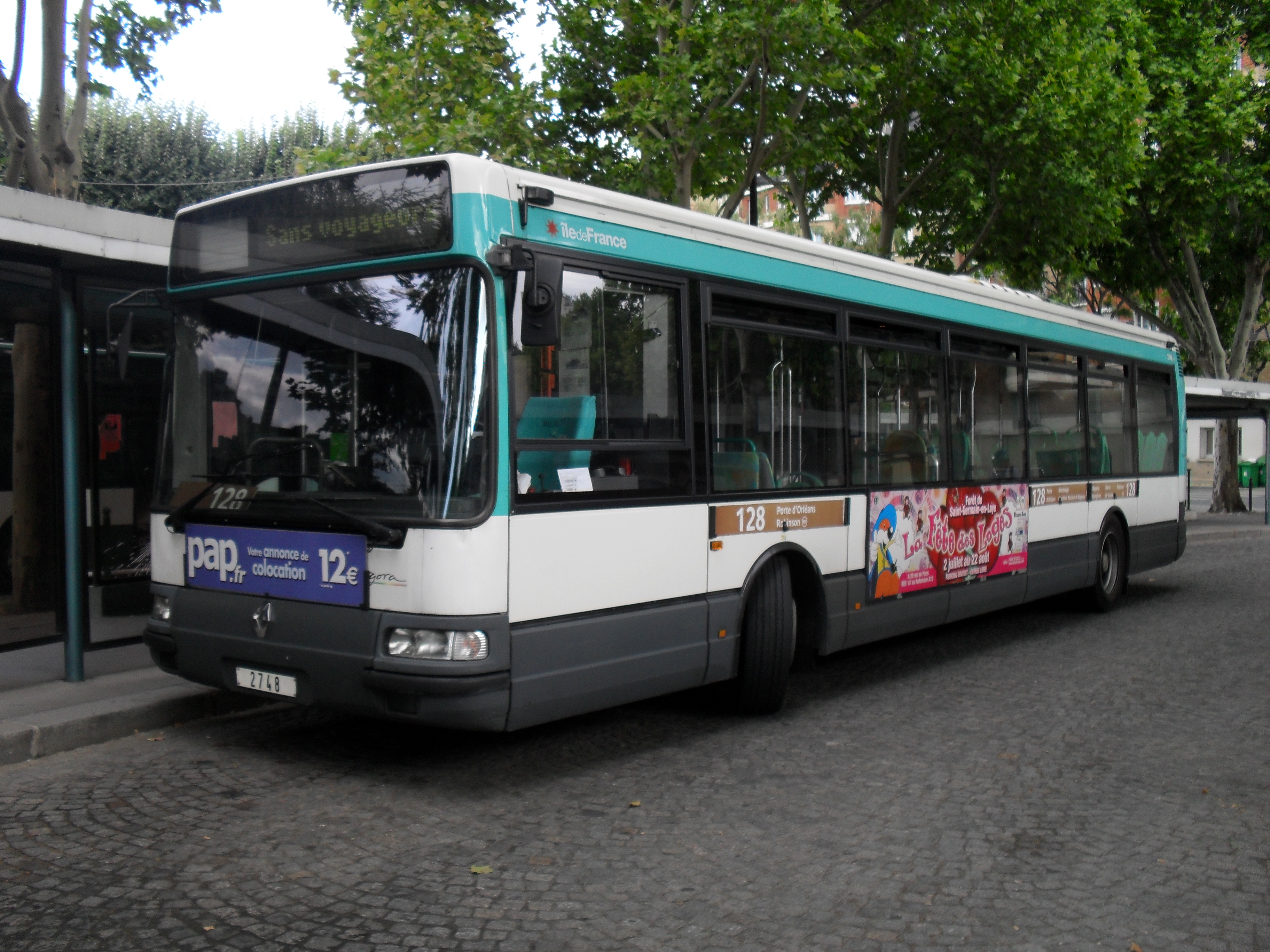
Grupo RATP Standard (S) Renault Agora en Paris en julio de 2010

- Versión estándar "S" de 12 metros, disponible en formato de una, dos o tres puertas
- Versión "L" articulada de 18 metros en forma de tres o cuatro puertas
- Versión "Line" de 12 metros en formato de una, dos o tres puertas (construido a partir de 1999). Esta versión se diferencia del Agora estándar por su diseño de motor, que está montado longitudinalmente (debajo de los asientos de los pasajeros traseros) en lugar de estar montado transversalmente en el Agora S y L. Eso le da a la versión Line una capacidad de asientos ligeramente mayor y una mejor economía de combustible sobre la versión S. Esta versión se vendió brevemente en el Reino Unido, con volante a la derecha.
- Versión interurbana llamada "Moovy" (presentada en 2003) que se basó en Agora Line.

## Operadores
Se construyeron más de 11 000 unidades, en versiones de 2 y 3 puertas, principalmente para operadores europeos. Las versiones exportadas a Reino Unido y Australia fueron construidas con una sola puerta.

### Europa
El Grupo RATP fue el mayor comprador con más de 2500 unidades. Los autobuses Agora estándar han sido utilizados en Grecia por el operador de autobuses de Atenas OASA en dos versiones: diésel y GNC.
En España el Ágora (conocido como Renault/Irisbus Citybus) ha sido uno de los autobuses más comunes en las décadas de 2000 y 2010, fué carrozado con pequeños cambios estéticos por parte del carrocero gerundense Beulas, e incluso aragonés Hispano Carrocera, pero con 181 unidades estándar en la EMT de Valencia, 146 unidades estándar en la EMT de Madrid, 110 unidades (83 estándar y 27 articuladas) en la EMT de Málaga con 102 unidades (70 estándar y 32 articuladas) en TUSSAM (Sevilla), o 60 unidades estándar en TUZSA (Zaragoza).
En República Checa se entregaron 321 Agora S (Citybus 12M) y 53 Agora L (Citybus 18M) a Praga y más de 350 autobuses a otras ciudades checas. Fueron fabricados en la fábrica de Karosa en Vysoké Mýto (hoy parte de Iveco Bus).

#### Budapest, Hungría
El único ejemplar de este tipo se entregó a BKV a principios de 2003, como compensación por las averías de los autobuses Ikarus 405. Este fue el único autobús articulado de piso bajo de la compañía hasta la llegada del Volvo 7700A. Según los planes de Irisbus, propietaria de Ikarus, en caso de adjudicarse una licitación, los autobuses tipo Agora se ensamblarían en Hungría, bajo la marca Ikarus.
Este singular y poco desarrollado vehículo se incorporó inicialmente a la flota del taller Cinkota, donde se matriculó con el número IIG-954 en enero de 2003. Inicialmente, operó en la ruta 7 y, a partir de 2004, en la 73. Permaneció en el taller durante mucho tiempo debido a defectos, tanto menores como mayores. Debido a la mala calidad del pavimento adoquinado de la carretera Thököly, sufrió una fractura de chasis y también se averió el motor. Tras la renovación de 2005, se trasladó a la cochera de autobuses de Pest Sur, donde prestó servicio en la línea de autobuses del aeropuerto, luego en la 136 y, posteriormente, en las líneas 54 y 55. Posteriormente, operó en las líneas 66 y 66E hasta 2015, y de nuevo en la 54 a partir de noviembre de 2015.
El 29 de febrero de 2016, BKV retiró el autobús, que había estado en servicio durante 13 años, primero transportando pasajeros en la familia 7 y luego en la zona de Pest Sur. El autobús transportó pasajeros por última vez en la línea 54 el 25 de enero de 2016. El 1 de junio de 2016, BKV lo restableció. 
En el verano de 2018, se trasladó a la cochera de autobuses de Kelenföld, donde se sometió a una renovación mínima y entró en servicio el 3 de septiembre de 2018. Habitualmente operaba en las líneas 139 y 108E.
El 1 de julio de 2019, BKV lo retiró de su flota de servicio público y lo transfirió a otra. Tras tres anuncios infructuosos, el vagón fue finalmente desguazado el 24 de noviembre de 2024.

#### República Checa
Las carrocerías del Citybus fueron utilizadas por Škoda Electric para producir los primeros trolebuses Škoda 24Tr (estándar) y Škoda 25Tr (articulados). Tras finalizar la producción en Škoda Ostrov, la empresa ČAS-service, con sede en Znojmo y que operaba el único autobús eléctrico Škoda 21Eb producido, quiso ofrecer autobuses eléctricos con carrocería Citybus a los interesados 

### Reino Unido
En Inglaterra, 23 unidades fueron carrozadas por Optare, la mayoría para Norfolk Green, para sus servicios rurales y urbanos.

### Australia
En Australia, King Brothers ordenó un lote. Se entregaron seis Northcoast Bus & Coach ejemplos con carrocería, sin embargo, un pedido mayor de Custom Coaches y Australian Bus Manufacturers ejemplos con carrocería no se cumplió y entre los operadores que los compraron estaban [ [ACTION]] (20), Baxter's Bus Lines (5), Fearne's (5) y Thompsons Bus Service (5).

### Taiwan
El modelo de autobús Agora, producido inicialmente por Renault y más tarde por Irisbus, tiene una presencia destacada en el transporte público de diversas ciudades, incluida Taipei. Este modelo se introdujo en 1999 en Taipei, siendo uno de los primeros autobuses de gas natural y bajo piso en Taiwán, con una versión fabricada por Renault. A lo largo de los años, el modelo fue adoptado por varias empresas de transporte, y su producción continuó bajo el nombre de Irisbus después de que la compañía fusionara con Ikarus Bus en 1999. 

### Curiosidad
Este autobús no está disponible en los Países Bajos, pero sí en Australia, Bélgica, Rumanía y Francia, entre otros países. En Bélgica, solo lo utilizan TEC y algunas empresas de alquiler de autobuses.
Con aproximadamente 2000 unidades, RATP es el mayor cliente del Agora. Todos los autobuses operan en París.

## El Agora en la cultura popular
- En la serie de animación Miraculous: las aventuras de Ladybug, aparece en algunas escenas, un Irisbus Agora de la RATP de París.[20][21]

## Distribución
El vehículo ha gozado de una gran popularidad en su país de origen (Francia), con más de 2000 unidades de 12 y 18 metros en circulación solo en la capital, París.
En Italia se han adquirido muy pocos ejemplares de este modelo: algunos son operados por ATVO Jesolo (Venecia), mientras que otros, adquiridos de segunda mano, fueron utilizados por CTM Cagliari y posteriormente revendidos a AMAT Taranto y Mobilità di Marca.

## Galería

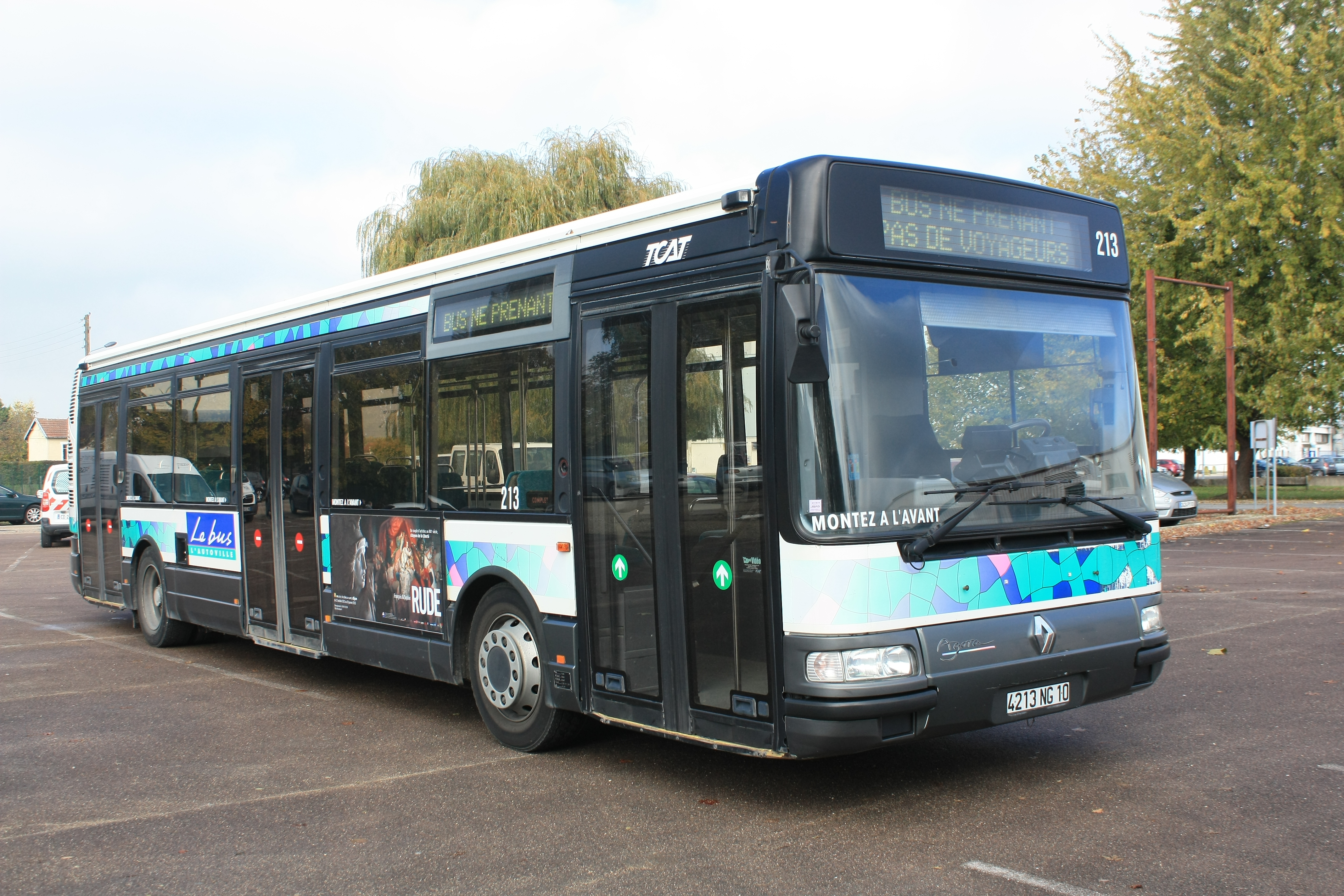
Irisbus Agora S (estándar) en Troyes en noviembre de 2012
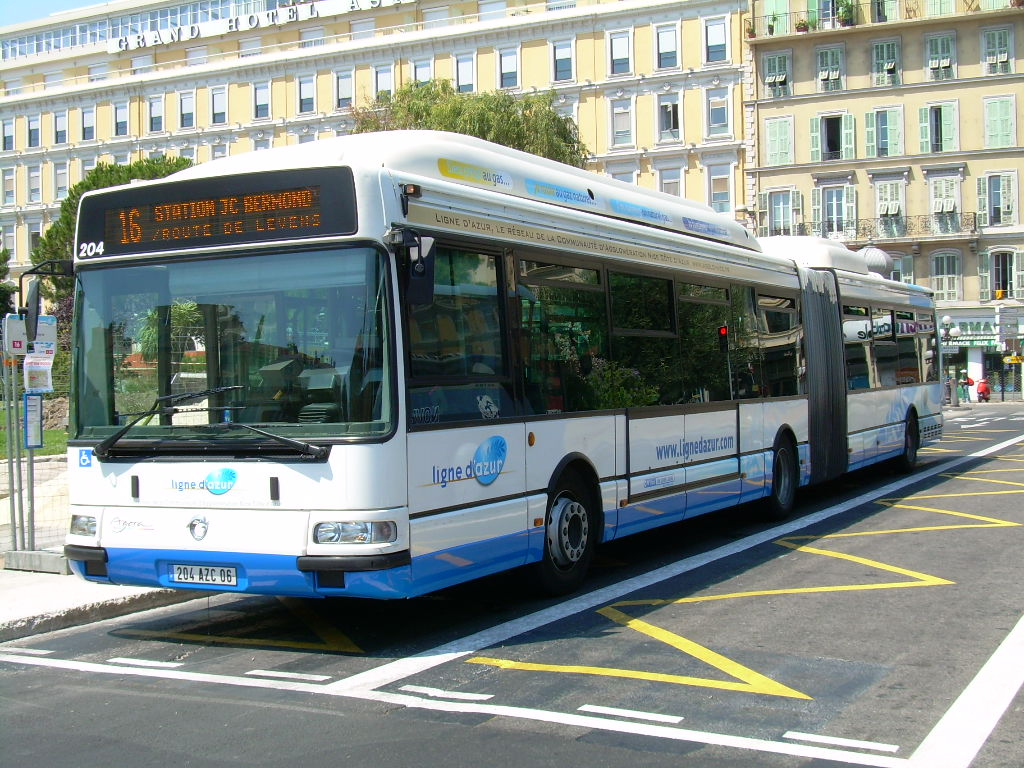
Irisbus Agora articulado en Niza en julio de 2007
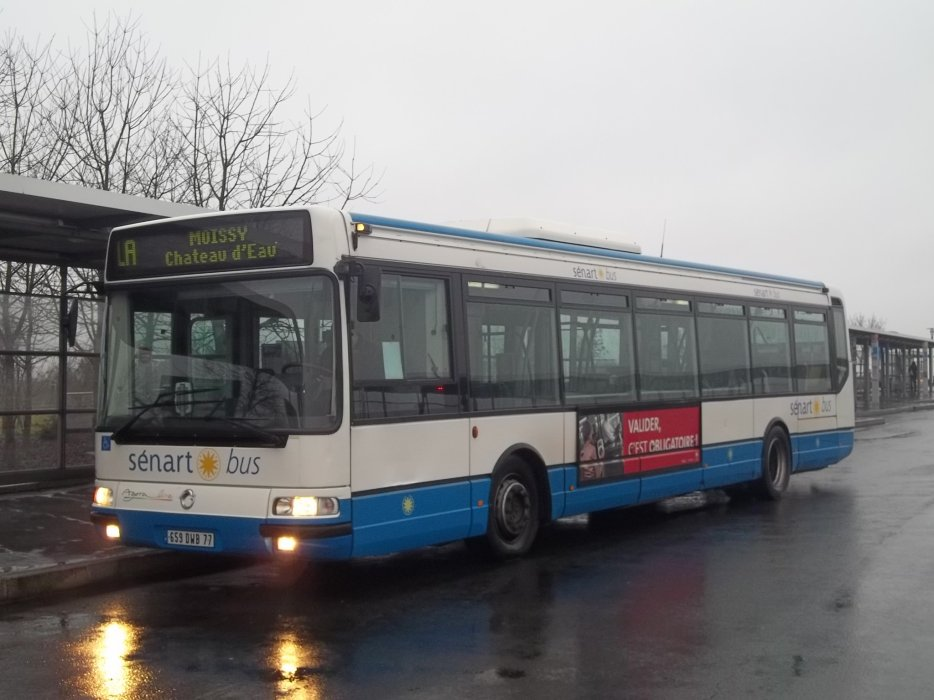
Un Irisbus Agora "Line" en Lieusaint en enero de 2012
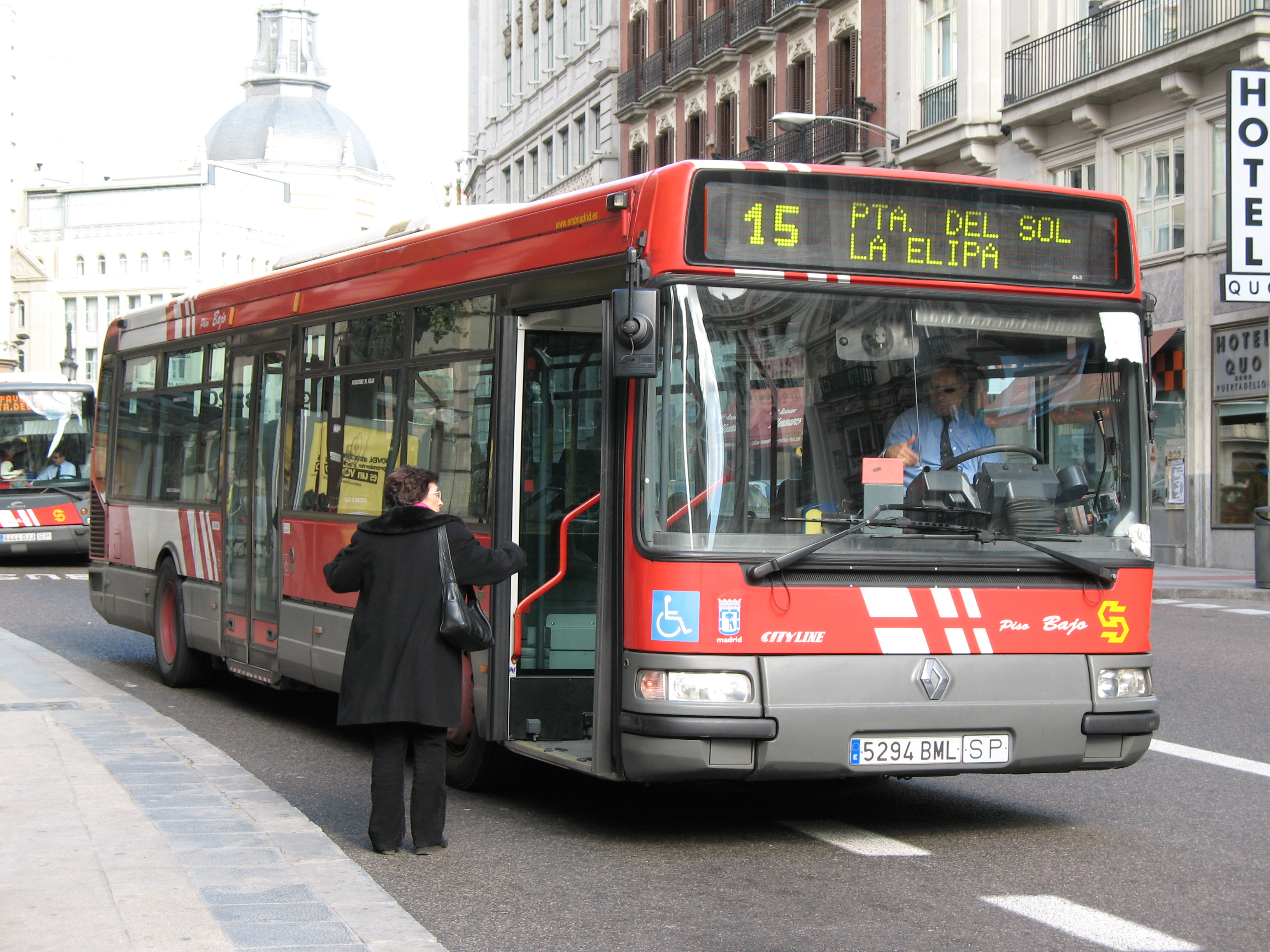
Empresa Municipal de Transportes de Madrid Renault Agora Line en Madrid en febrero de 2007
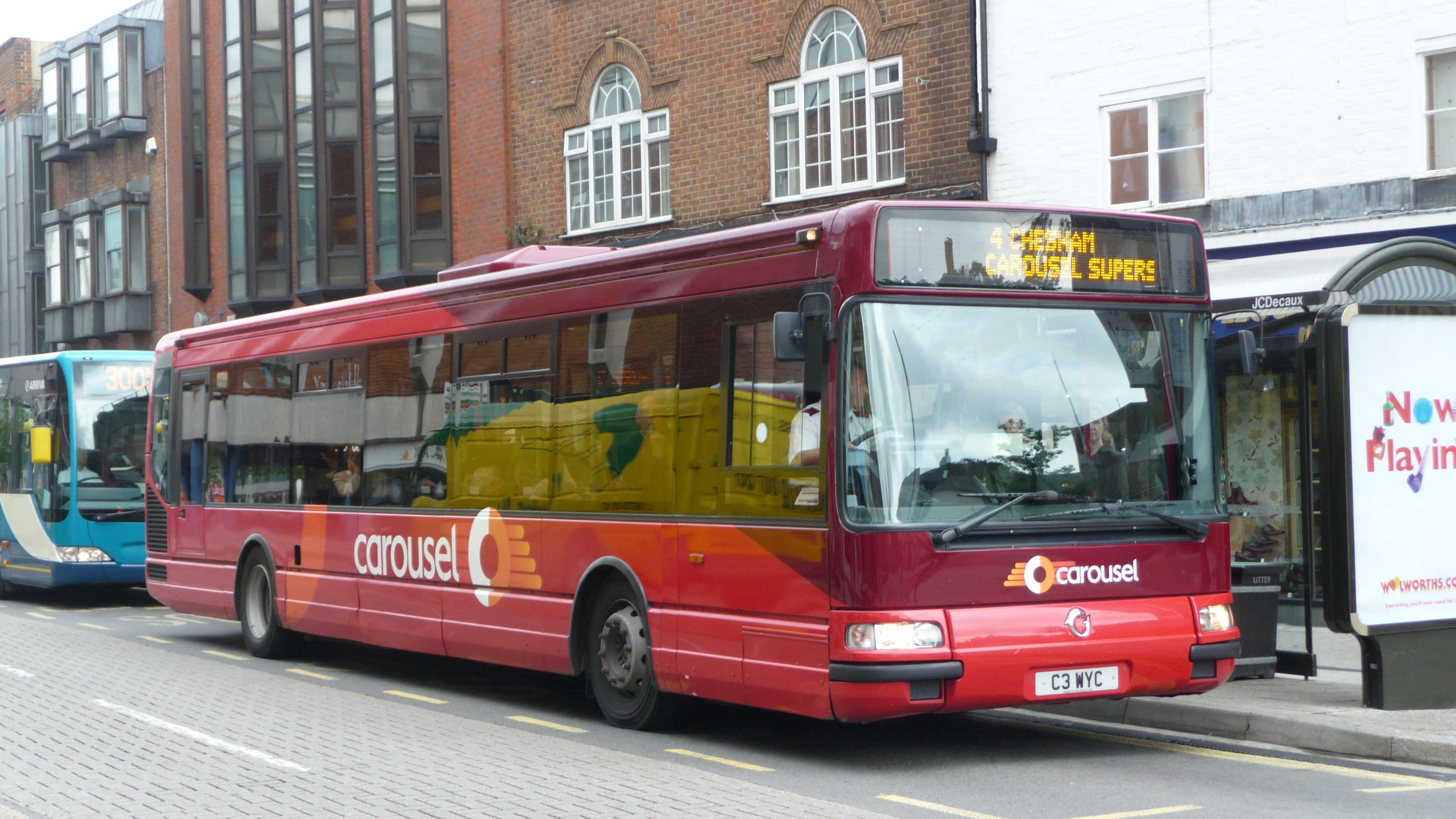
Carousel Buses Optare sobre carrocería de Irisbus Agora Line en High Wycombe en julio de 2009
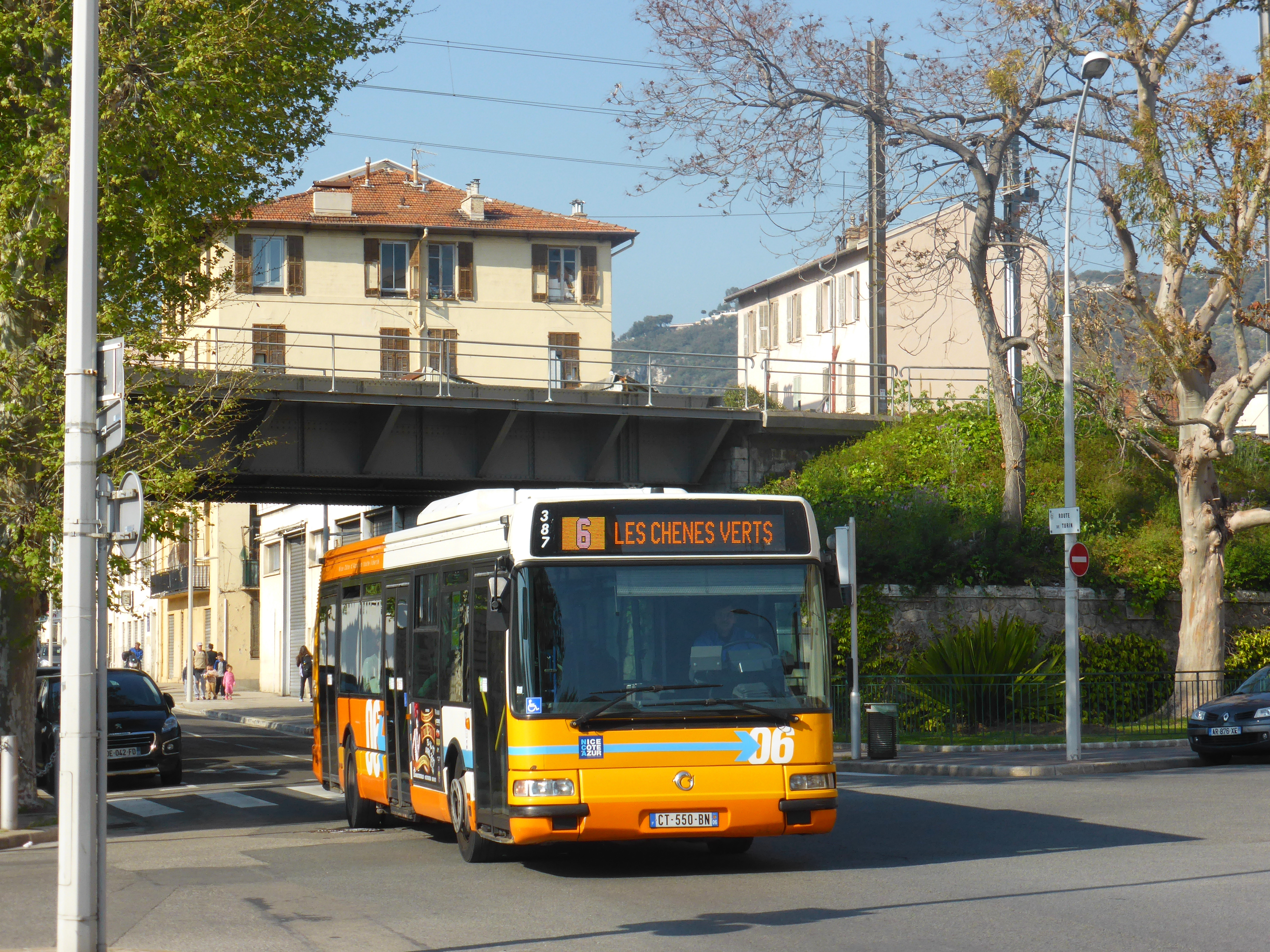
Irisbus Agora S de Lignes d'Azur en abril de 2017
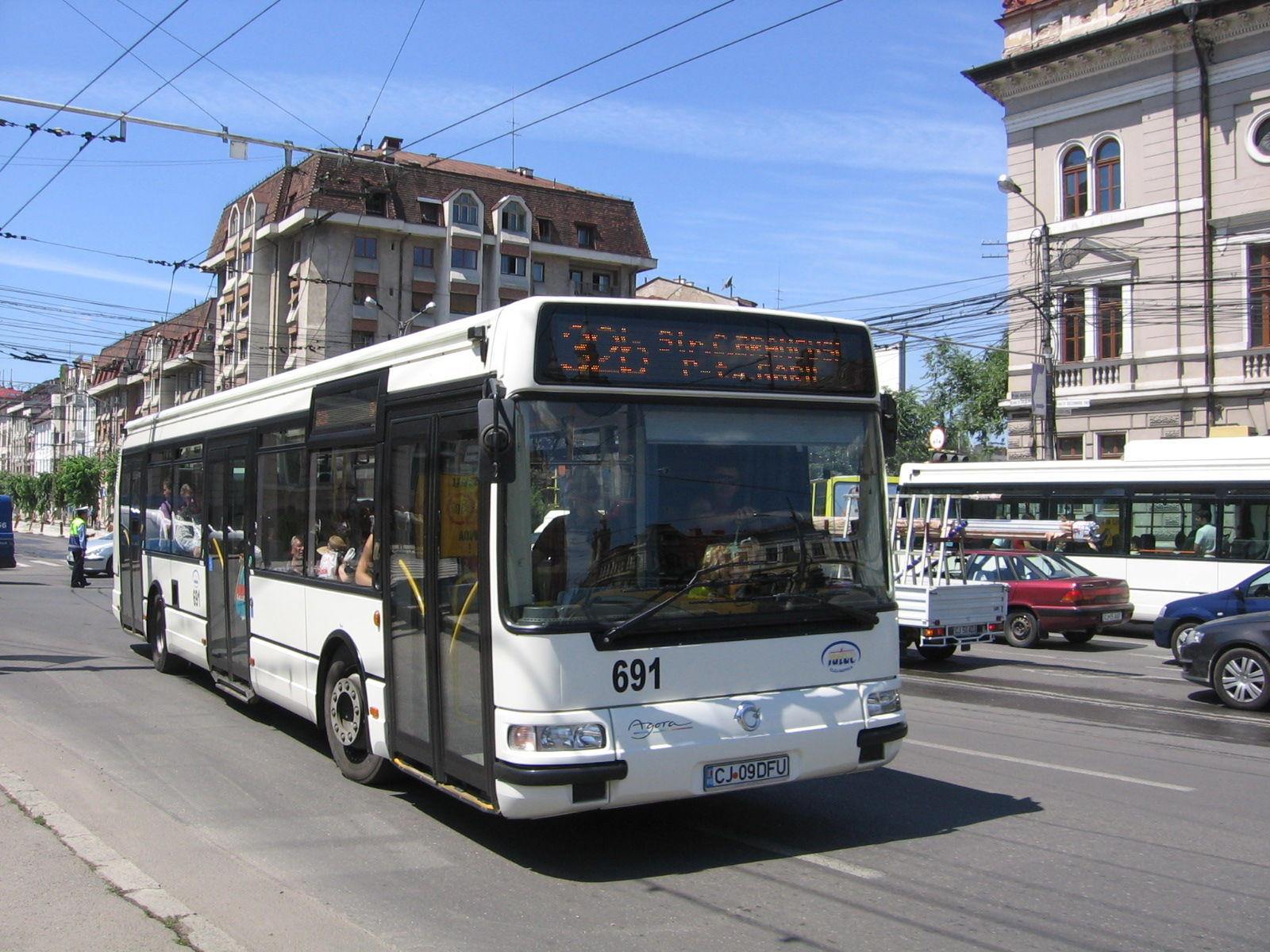
CTPCJ Irisbus Agora en Cluj-Napoca en julio de 2006